# ليمباجي
ليمباجي (بالإنجليزية: Limbaži)‏ هي مستوطنة تقع في لاتفيا في بلدية ليمباجي.[بحاجة لمصدر] يقدر عدد سكانها بـ 8,705 نسمة ومساحتها 9.021 كم2 .

## أعلام
- جانيس برزينس